# Hrabstwo Prince William
Hrabstwo Prince William – hrabstwo w USA, w stanie Wirginia. Według spisu w 2020 roku liczy 482,2 tys. mieszkańców, co czyni je drugim najbardziej zaludnionym hrabstwem Wirginii. Siedzibą hrabstwa jest Manassas, a największą miejscowością Dale City. Jest częścią obszaru metropolitalnego Waszyngtonu.
Swoją nazwę bierze od Wilhelma Augusta Hanowerskiego zwanym Prince William.

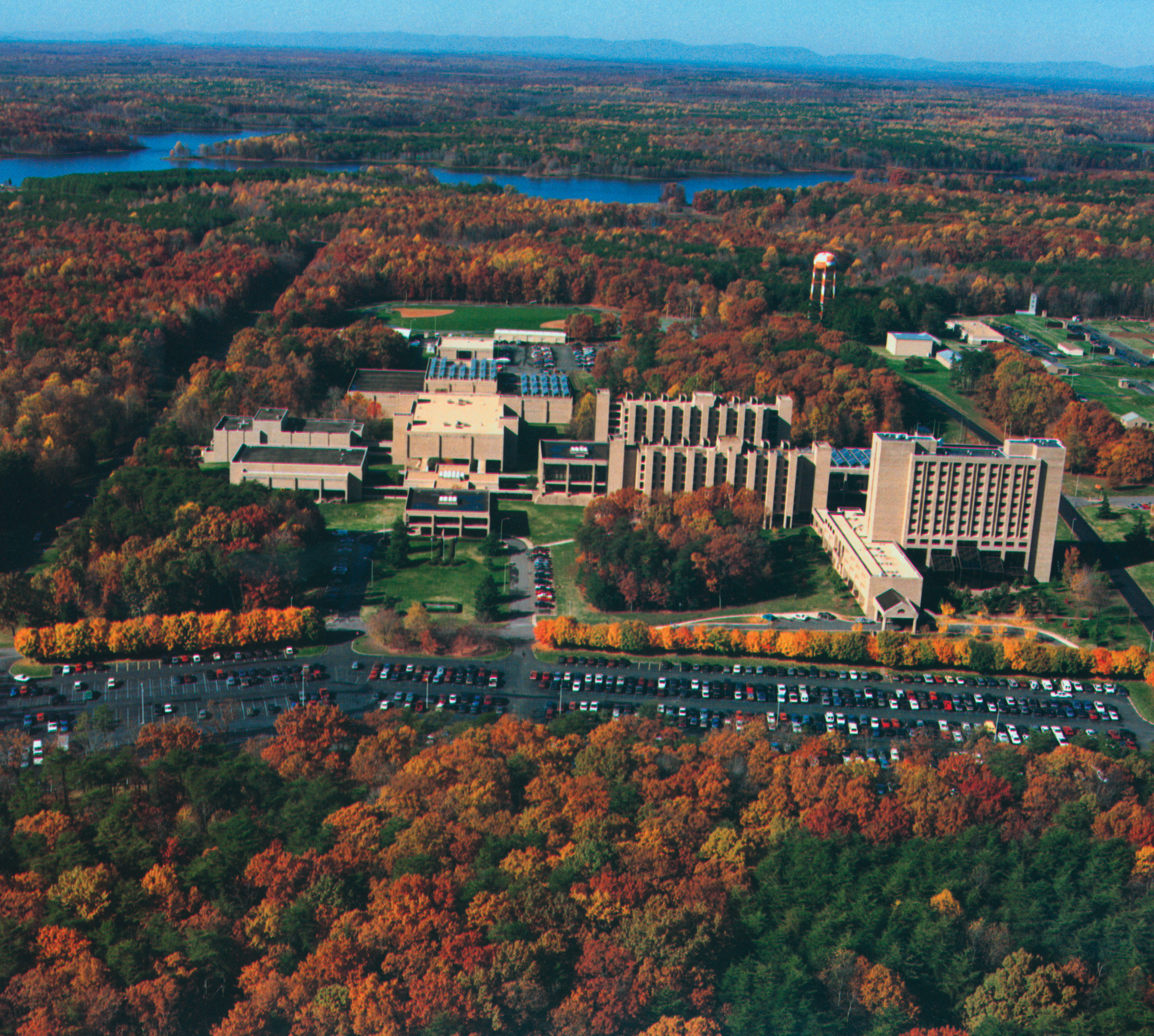
Akademia FBI w pobliżu Quantico

## Geografia
Według spisu hrabstwo zajmuje powierzchnię 901 km², z czego 873 km² stanowią lądy, a 31 km² (3,5%) stanowią wody.

### Miasta
- Dumfries
- Haymarket
- Occoquan
- Quantico

### CDP

Piramida wieku hrabstwa

- Buckhall
- Bull Run
- Bull Run Mountain Estates
- Cherry Hill
- County Center
- Dale City
- Gainesville
- Independent Hill
- Lake Ridge
- Linton Hall
- Loch Lomond
- Marumsco
- Montclair
- Neabsco
- Nokesville
- Potomac Mills
- Sudley
- Triangle
- Woodbridge
- Yorkshire

### Sąsiednie jurysdykcje
- Hrabstwo Loudoun – północ
- Hrabstwo Fairfax – północny wschód
- Hrabstwo Charles, Maryland – południowy wschód
- Hrabstwo Stafford – południe
- Hrabstwo Fauquier – zachód
- Manassas – miasto (enklawa)
- Manassas Park – miasto (enklawa)

## Demografia
Według danych za lata 2017–2021 aż jedna czwarta mieszkańców urodziła się za granicami Stanów Zjednoczonych. W latach 2010–2020 populacja hrabstwa wzrosła o 20%, do 482,2 tys. mieszkańców, a wśród nich byli:
- biali nielatynoscy – 39,9%
- Latynosi – 25,4%
- czarni lub Afroamerykanie – 22,1%
- Azjaci – 10,2%
- rasy mieszanej – 4,9%
- rdzenni Amerykanie – 1,1%.

Według danych z 2021 roku do największych grup należały osoby pochodzenia niemieckiego (9,2%), salwadorskiego (8,4%), angielskiego (7,9%), irlandzkiego (7,4%), afrykańskiego subsaharyjskiego (5,1%), meksykańskiego (4,4%), „amerykańskiego” (3,8%), włoskiego (2,7%) i gwatemalskiego (2,3%).

## Religia

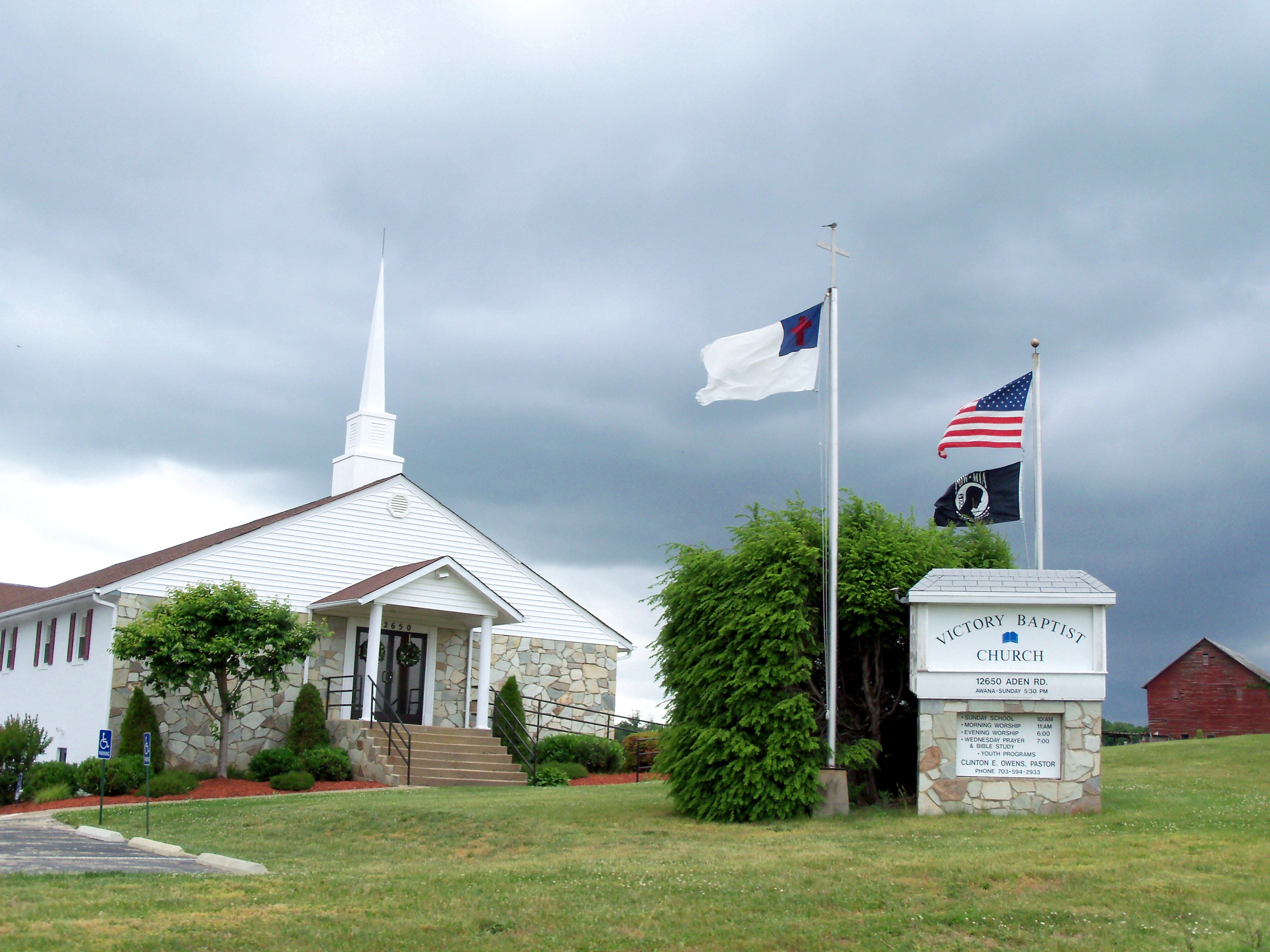
Kościół baptystyczny w Aden

Do największych grup religijnych w 2010 roku należeli:
- Kościół katolicki – 59,6 tys. członków w 6 kościołach,
- Kościoły baptystyczne – ok. 20 tys. członków w 48 zborach,
- społeczność muzułmańska – 17,5 tys. wyznawców w 5 meczetach,
- Zjednoczony Kościół Metodystyczny – 12,7 tys. członków w 13 kościołach,
- Kościoły zielonoświątkowe – ponad 11 tys. członków w 28 zborach,
- lokalne bezdenominacyjne zbory ewangelikalne – 10,5 tys. członków w 23 zborach.